# Bob Pickens

Zawodnik Wisconsin Badgers

Zawodnik Nebraska Cornhuskers

Zawodnik Chicago Bears

Robert James „Bob” Pickens (ur. 2 lutego 1943 w Chicago, zm. 12 kwietnia 2018 w Atlancie) – amerykański zapaśnik walczący w stylu klasycznym i gracz futbolu amerykańskiego. Olimpijczyk z Tokio 1964, gdzie zajął szóste miejsce w wadze ciężkiej.
Zawodnik Evanston High School, University of Wisconsin-Madison i University of Nebraska.
Gracz Chicago Bears, występował w lidze NFL w latach 1967-1969.

## Letnie Igrzyska Olimpijskie 1964
| Konkurencja           | Rundy eliminacyjne      | Rundy eliminacyjne         | Rundy eliminacyjne | Klas. końcowa |
| Konkurencja           | Przeciwnik I            | Przeciwnik II              | Przeciwnik III     | Miejsce       |
| --------------------- | ----------------------- | -------------------------- | ------------------ | ------------- |
| +97 kg styl klasyczny | Ragnar Svensson (SWE) P | Taisto Kangasniemi (FIN) Z | Petr Kment (TCH) P | 6.            |